# Мерод, Феликс де
Граф Филипп Феликс Бальтазар Отто Гислен де Мерод (фр. Félix de Merode; 13 апреля 1791, Маастрихт — 7 февраля 1857, Брюссель) — бельгийский военный, политический и государственный деятель, министр обороны Бельгии (15 марта—20 мая 1832 и 27 декабря 1833—4 августа 1834), министр иностранных дел Бельгии (27 декабря 1833—4 августа 1834), член временного правительства Бельгии (1830).

## Биография
Представитель аристократического рода Мерод. Его отец во времена Наполеона был мэром Брюсселя.
Окончил Коллеж Станислава в Париже.

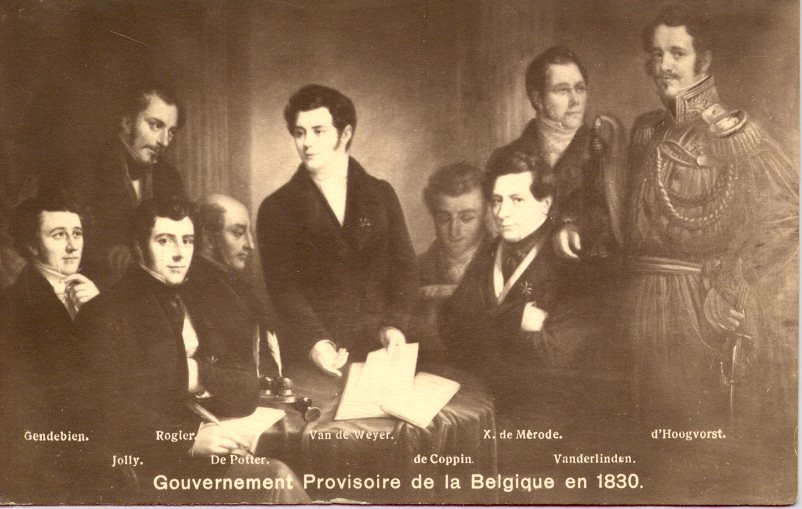
Члены временного правительства Бельгии. Феликс де Мерод (сидит за столом первый справа)

Во время Бельгийской революции 1830 года (когда был убит его брат) стал членом временного правительства и был выдвинут католической стороной в качестве кандидата на королевский престол нового государства, от которого он отказался. Вместо этого поддержал избрание принца Леопольда новым королем.
После обретения независимости стал министром, сначала без портфеля, затем на короткое время военным министром, а позже министром иностранных дел и финансов.
В 1839 году ушёл из политики. С 1842 года был президентом компании и одним из тех, кто способствовал бельгийской попытке колонизации Гватемалы, сторонником создания Никарагуанского канала.

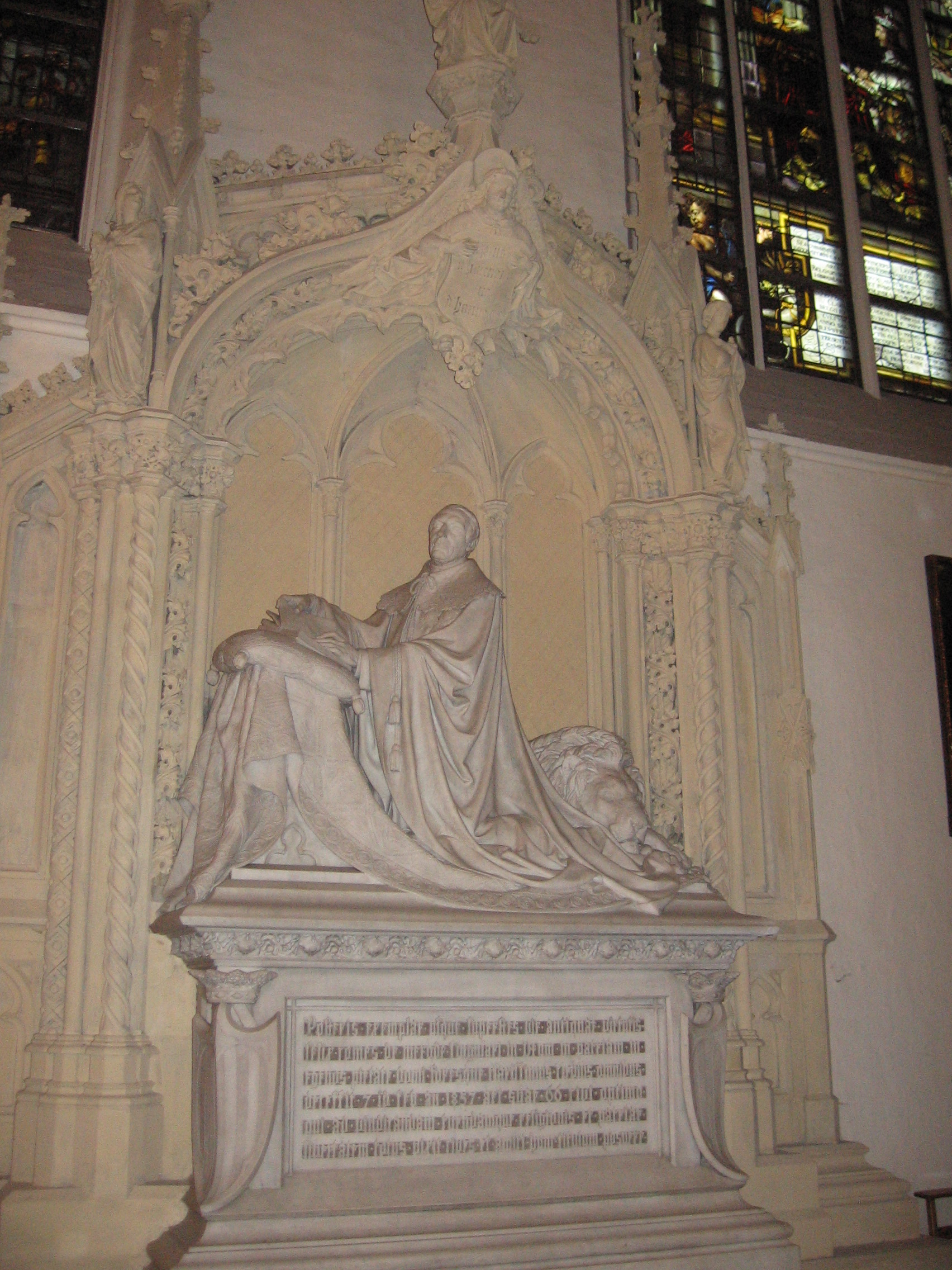
Саркофаг Феликса де Мерода